# William Berger
William Berger, eigenlijk Wilhelm Thomas Berger, (Innsbruck, 20 januari 1928 - Los Angeles (California), 2 oktober 1993) was een Oostenrijks acteur.
Vanwege zijn slanke gespierde postuur, zijn blonde haar, opvallend blauwe ogen en mysterieuze gelaat was hij geknipt voor een hele reeks heldenrollen in spaghettiwesterns.
Hij begon zijn carrière (toen nog als Wilhelm Berger) met de rol van Old Shatterhand in een reeks Duitse westerns die gebaseerd waren op de avonturen van Winnetou & Old Shatterhand van de Duitse schrijver Karl May.
Hierna speelde hij in veel Italiaanse westerns: Face to Face (1967), Sabata (1969) en Keoma (1976). Het meest succesvol was hij in de titelrol van drie Sartana-films (1969, 1970, 1971).
Hierna ondernam Berger op een poging om in Hollywood door te breken. Hier werd hij echter vaak gecast als nazi.
In de jaren 80 en 90 was Berger vaak te zien in Amerikaanse televisieseries.